# ريكي سانتانا
ريكي سانتانا (بالإسبانية: Aldo Ortiz)‏ هو مصارع محترف مكسيكي، ولد في 21 نوفمبر 1958.

## روابط خارجية
- ريكي سانتانا على موقع CageMatch worker (الإنجليزية)